# César Cortés
Pour les articles homonymes, voir Cortés.
César Alexis Cortés Pinto, né le 9 janvier 1984 à Iquique, est un footballeur international chilien. Il occupe le poste d'attaquant.

## Biographie

### Formation au Chili
Formé à l'Universidad Católica, César Alexis Cortés Pinto est prêté en 2003 à Puerto Montt. Auteur d'une bonne saison, ponctuée par dix buts en trente six rencontres, il retourne à La Católica. La concurrence étant très forte à Santiago du Chili, Cortés doit se contenter de quelques matches. Il marque son seul but de la saison contre l'Unión San Felipe, le 1er novembre 2005. Il voit du banc son équipe remporter la finale du tournoi, aux tirs au but face à la Universidad de Chile. De nouveau prêté à Puerto Montt, son année est moins prolifique que lors de son précédent séjour au Deportes. Il est néanmoins repéré par Albacete, club espagnol de seconde division. Il n'y joue que neuf matches, et une saison et demie plus tard, Cortés retourne au pays, au CD Huachipato de Talcahuano, puis à Viña del Mar.

### Débuts en Pologne
Le 23 février 2010, il rejoint l'Europe de l'Est et la capitale polonaise, attiré par le célèbre joueur espagnol devenu entraîneur, Bakero. Au Polonia Varsovie, il signe un contrat de deux ans et demi. Le 28, il dispute son premier match avec le Polonia contre le Lech Poznań, remplaçant Łukasz Piątek à la mi-temps, et est défait lourdement trois buts à zéro. Cortés participe aux trois journées suivantes, mais est selon les dires des médias mis à disposition de l'équipe réserve par son entraîneur, ayant du « mal à s'adapter à l'endurance du football polonais ». Cependant, son président Józef Wojciechowski déclare compter sur lui pour la saison prochaine, et dément les informations concernant son déclassement. Finalement, il résilie son contrat avec le Polonia en fin de saison, d'un commun accord avec les dirigeants.

## Palmarès
- Vainqueur du Torneo Clausura du Chili : 2005
- Vainqueur du Championnat du Chili : 2017